# 康斯坦丁諾斯·馬夫羅帕諾斯
康斯坦丁諾斯·馬夫羅帕諾斯（希臘語：Κωνσταντίνος Μαυροπάνος；1997年12月11日—）是一名希臘職業足球員，场上司職后卫，现效力於英超球队韋斯咸，代表希臘國家足球隊參加國際比賽。

## 球會生涯

### 基亞尼拿
馬夫羅帕諾斯於希臘雅典出生，他於年幼時曾加入斯米尔尼阿波罗的青年軍，效力8年時間。2016年1月，他轉會至希臘足球超級聯賽球隊基亞尼拿，簽下為期3年半的合約。2016年11月29日，馬夫羅帕諾斯於希臘足球盃對陣阿格羅蒂高斯的比賽中首次為一線隊上陣，他正選上陣並打滿全場，最終球隊以1比0小勝。
2017年4月5日，馬夫羅帕諾斯在對陣韦里亚的比賽中，首次為球隊於聯賽上陣。他於比賽中上陣了57分鐘，但球隊以0比3落敗。8月19日，他在對陣的聯賽中攻入職業生涯首個入球，協助球隊以2比1取得勝利。8月27日於作客賽和的聯賽中，馬夫羅帕諾斯被選為比賽最佳球員。

### 阿仙奴
2018年1月3日，阿仙奴領隊於記者會上，確認將簽入馬夫羅帕諾斯，轉會費為約180萬鎊，據報將會被外借至德國甲組足球聯賽球會雲達不萊梅。4日，馬夫羅帕諾斯正式轉會至英格蘭超級足球聯賽球隊阿仙奴。
1月15日，馬法路彭路斯在對陣曼聯的預備隊首次代表阿仙奴 U23梯隊上陣，並打滿全場，協助球隊以4比0大勝。2月2日，他於欧足联欧洲联赛淘汰賽中，首次被領隊列入一線隊的大軍名單。4月29日，馬法路彭路斯在對陣曼聯的英超比賽，首次於一線隊上陣，可是球隊最終作客以2比1落敗。他的表現獲球迷和其他球評家讚賞。5月6日，他在領隊最後一場主場比賽中，首次於主場上陣，協助球隊以5比0大勝對手般尼。馬法路彭路斯於其後對陣李斯特斯的聯賽中，於第15分鐘被球證出示紅牌驅逐離場。
2018年10月，馬法路彭路斯因腹股溝受傷缺陣至12月中。2019年1月15日，他於缺陣近4個月後復出，為球隊U23出戰對陣曼城U23的比賽，上陣70分鐘，最終球隊以5比1勝出。2月3日，馬法路彭路斯於客負曼城3比1的比賽中，入替，首次於本賽季的聯賽出場。5月12日，他於聯賽煞科戰客勝般尼3比1的比賽中，與梅斯達菲共同出任中堅，但半小時後因受傷由入替。
2020年1月13日，馬法路彭路斯被外借至德国足球乙级联赛球會紐倫堡，直至賽季完結。於第2、3場出場的聯賽中，他連續獲得了全場最佳球員。2月25日，馬法路彭路斯於對陣達斯泰特的比賽中受傷，未有復出日期。
2020年7月16日，馬法路彭路斯與阿仙奴續約後，被外借至德国足球甲级联赛球會史特加，為期1年，與時任阿仙奴球探總監米斯連達（Sven Mislintat）再次合作。

## 生涯統計
截至2020年7月18日
| 球會     | 賽季        | 聯賽               | 聯賽 | 聯賽 | 足總盃 | 足總盃 | 聯賽盃 | 聯賽盃 | 洲際賽事 | 洲際賽事 | 總計 | 總計 |
| 球會     | 賽季        | 聯賽               | 出場 | 入球 | 出場   | 入球   | 出場   | 入球   | 出場     | 入球     | 出場 | 入球 |
| -------- | ----------- | ------------------ | ---- | ---- | ------ | ------ | ------ | ------ | -------- | -------- | ---- | ---- |
| 基亞尼拿 | 2016-17賽季 | 希臘足球超級聯賽   | 2    | 0    | 2      | 0      | —      | —      | 0        | 0        | 4    | 0    |
| 基亞尼拿 | 2017-18賽季 | 希臘足球超級聯賽   | 14   | 3    | 2      | 0      | —      | —      | —        | —        | 16   | 3    |
| 基亞尼拿 | 總計        | 總計               | 16   | 3    | 4      | 0      | —      | —      | 0        | 0        | 20   | 3    |
| 阿仙奴   | 2017-18賽季 | 英格蘭超級足球聯賽 | 3    | 0    | 0      | 0      | 0      | 0      | 0        | 0        | 3    | 0    |
| 阿仙奴   | 2018-19賽季 | 英格蘭超級足球聯賽 | 4    | 0    | 0      | 0      | 0      | 0      | 0        | 0        | 4    | 0    |
| 阿仙奴   | 2019-20賽季 | 英格蘭超級足球聯賽 | 0    | 0    | 0      | 0      | 0      | 0      | 1        | 0        | 1    | 0    |
| 阿仙奴   | 總計        | 總計               | 7    | 0    | 0      | 0      | 0      | 0      | 1        | 0        | 8    | 0    |
| 紐倫堡   | 2019-20賽季 | 德国足球乙级联赛   | 11   | 0    | 0      | 0      | —      | —      | —        | —        | 11   | 0    |
| 史特加   | 2020-21賽季 | 德国足球甲级联赛   | 0    | 0    | 0      | 0      | 0      | 0      | 0        | 0        | 0    | 0    |
| 生涯總計 | 生涯總計    | 生涯總計           | 34   | 3    | 4      | 0      | 0      | 0      | 1        | 0        | 39   | 3    |